# Nemocnice Lej-šen-šan
Nemocnice Lej-šen-šan (čínsky v českém přepisu Lej-šen-šan i-jüan, pchin-jinem Léishénshān Yīyuàn, znaky 雷神山医院) je nouzová polní nemocnice, vystavěná v městském obvodě Ťiang-sia města Wu-chan v Čínské lidové republice. Vznikla kvůli silnému vytížení nemocnic v okolí Wu-chanu kvůli probíhající epidemii koronaviru SARS-CoV-2. Stavba nemocnice začala 25. ledna 2020 a podílelo se na ní více než 12 tisíc dělníků, 8. února 2020 byla nemocnice otevřena. Nachází se zde 1500 lůžek, jsou zde laboratoře schopné vyhodnotit 300 krevních vzorků za hodinu a nemocnice má speciální ventilační systém, který brání šíření virů z areálu. Součástí nemocničního komplexu je i sedm budov, které fungují jako ubytovny pro zdravotnický personál.
Souběžně s touto nemocnicí byla stavěna nemocnice Chuo-šen-šan, která byla otevřena o pět dní dříve.